# 伊利亚·莫伊谢耶夫
伊利亚·约瑟福维奇·莫伊谢耶夫（俄语：Илья Иосифович Моисеев，1929年3月15日—2020年10月10日），俄罗斯化学家。俄罗斯科学院院士。

## 生平
1929年生于莫斯科。1952年毕业于莫斯科精细化工学院有机合成技术专业。1958年在莫斯科精细化工学院获副博士学位。1967年获全博士学位。1970年晋升教授。
1952年至1955年，在苏联化学工业部工程设计院工作。1955年至1960年，在苏联科学院物理化学研究所工作。1960年至1963年，在国家有机化学技术研究院工作。1963年后就职于苏联科学院普通化学与无机化学研究所，历任实验室主任、首席研究员，主要研究金属络合催化和配位化学。1990年当选苏联科学院通讯院士，1992年当选俄罗斯科学院化学与材料学部院士。2003年后，担任俄罗斯国立石油天然气大学教授。曾任俄罗斯气体化学学术委员会主席、俄罗斯化学学会副主席。2020年10月10日逝世。

## 研究
莫伊谢耶夫致力于高效催化剂的研发工作。他发现了在温和条件下作用的钯催化剂，并用其合成了新的无机化合物。
他在1960年发明了利用二价钯催化剂和乙烯等石油原料生产乙酸乙烯酯等有机合成化合物的化学反应，史称“莫伊谢耶夫反应”。

CH2=CH2  +  2 CH3OONa  +  PdCl2   ⟶   
CH2=CHOOCH3  +  2 NaCl  +  Pd  +  2 CH3OOH

## 荣誉
1994年当选欧洲科学院院士。2002年获得科技领域的俄罗斯联邦国家奖。2011年获得科技领域的俄罗斯联邦政府奖。
2007年获英国皇家化学学会百年奖。2012年获俄罗斯科学院杰米多夫奖，以及楚加耶夫奖。2013年获门捷列夫奖章。